# Сяо Хайлян
Сяо Хайлян (24 січня 1977) — китайський стрибун у воду.
Олімпійський чемпіон 2000 року, бронзовий медаліст 1996 року.